# NGC 1893
NGC 1893 је расејано звездано јато у сазвежђу Кочијаш које се налази на NGC листи објеката дубоког неба.
Деклинација објекта је + 33° 35' 12" а ректасцензија 5h 22m 44,0s. Привидна величина (магнитуда) објекта NGC 1893 износи 7,5. NGC 1893 је још познат и под ознакама IC 410, OCL 439, LBN 807.